# Сакмаріно
Сакма́ріно (рос. Сакмарино) — село у складі Шелаболіхинського району Алтайського краю, Росія. Входить до складу Кіпрінської сільської ради.

## Населення
Населення — 6 осіб (2010; 2 у 2002).
Національний склад (станом на 2002 рік):
- росіяни — 100 %